# Frank Armi
Frank Armi (* 12. Oktober  1918 in Portland, Oregon; † 28. November 1992 in Hanford, Kalifornien) war ein US-amerikanischer Autorennfahrer.

## Karriere
Armi startete in zwischen 1950 und 1954 in acht Rennen zur AAA-National-Serie, wobei seine beste Platzierung ein 12. Platz 1951 in San José war.
1951 und 1953 versuchte er vergeblich sich für die 500 Meilen von Indianapolis zu qualifizieren. Bei seinem einzigen Start 1954 übergab er seinen Wagen nach 141 Runden für 24 Runden an George Fonder, um dann den Rest der Distanz wieder selbst zurückzulegen. Dabei erreichte er den 19. Platz in einem Silnes-Offenhauser. mit einem Rückstand von sieben Runden auf den Sieger Bill Vukovich. Da das Rennen mit zur Fahrerweltmeisterschaft der Formel 1 zählte, steht für ihn auch ein Start in einem Grand Prix in der Statistik.
Armi fuhr bis in die 1960er Jahre hinein Autorennen und arbeitete danach als Tontechniker für Kino und Fernsehen.

## Statistik

### Indy-500-Ergebnisse
| Jahr | Startnr. | Start | Qual (km/h) | Ergebnis | Runden | Führung | Ausfall            |
| ---- | -------- | ----- | ----------- | -------- | ------ | ------- | ------------------ |
| 1951 | 35       | DNQ   |             |          |        |         |                    |
| 1951 | 58       | DNQ   |             |          |        |         |                    |
| 1951 | 64       | DNQ   |             |          |        |         |                    |
| 1953 | 79       | DNQ   |             |          |        |         |                    |
| 1954 | 71       | 33    | 221,539     | 192      | 169    | 0       | Übergabe an Fonder |

| Legende  | Legende            | Legende                                                          |
| Farbe    | Abkürzung          | Bedeutung                                                        |
| -------- | ------------------ | ---------------------------------------------------------------- |
| Gold     | –                  | Sieg                                                             |
| Silber   | –                  | 2. Platz                                                         |
| Bronze   | –                  | 3. Platz                                                         |
| Grün     | –                  | Platzierung in den Punkten                                       |
| Blau     | –                  | Klassifiziert außerhalb der Punkteränge                          |
| Violett  | DNF                | Rennen nicht beendet (did not finish)                            |
| Violett  | NC                 | nicht klassifiziert (not classified)                             |
| Rot      | DNQ                | nicht qualifiziert (did not qualify)                             |
| Rot      | DNPQ               | in Vorqualifikation gescheitert (did not pre-qualify)            |
| Schwarz  | DSQ                | disqualifiziert (disqualified)                                   |
| Weiß     | DNS                | nicht am Start (did not start)                                   |
| Weiß     | WD                 | zurückgezogen (withdrawn)                                        |
| Hellblau | PO                 | nur am Training teilgenommen (practiced only)                    |
| Hellblau | TD                 | Freitags-Testfahrer (test driver)                                |
| ohne     | DNP                | nicht am Training teilgenommen (did not practice)                |
| ohne     | INJ                | verletzt oder krank (injured)                                    |
| ohne     | EX                 | ausgeschlossen (excluded)                                        |
| ohne     | DNA                | nicht erschienen (did not arrive)                                |
| ohne     | C                  | Rennen abgesagt (cancelled)                                      |
| ohne     | keine WM-Teilnahme |                                                                  |
| sonstige | P/fett             | Pole-Position                                                    |
| sonstige | 1/2/3/4/5/6/7/8    | Punktplatzierung im Sprint-/Qualifikationsrennen                 |
| sonstige | SR/kursiv          | Schnellste Rennrunde                                             |
| sonstige | *                  | nicht im Ziel, aufgrund der zurückgelegten Distanz aber gewertet |
| sonstige | ()                 | Streichresultate                                                 |
| sonstige | unterstrichen      | Führender in der Gesamtwertung                                   |